# Amelinae
Sous-famille
Les Amelinae sont une sous-famille d'insectes de la famille des Mantidae (ou des Amelidae selon les classifications).    

## Dénomination
La sous-famille a été décrite par l'entomologiste italien Giglio-Tos en 1919 sous le nom d'Amelinae.  

### Nom vernaculaire
- Amélinés en français.

## Liste des genres
Selon BioLib (26 mai 2022) : seule tribu Amelini :
- Amantis Giglio-Tos, 1915
- Ameles Burmeister, 1838
- Apterameles Beier, 1950
- Apteromantis Werner, 1931
- Armeniola Giglio-Tos, 1915
- Bimantis Giglio-Tos, 1915
- Bolbella Giglio-Tos, 1915
- Compsomantis Saussure, 1872
- Congomantis Werner, 1929
- Dimantis Giglio-Tos, 1915
- Dystactula Giglio-Tos, 1927
- Elaea Stål, 1877
- Elmantis Giglio-Tos, 1915
- Gimantis Giglio-Tos, 1915
- Gonypeta Saussure, 1869
- Gonypetella Giglio-Tos, 1915
- Gonypetoides Beier, 1942
- Gonypetyllis Wood-Mason, 1891
- Haldwania Beier, 1930
- Holaptilon Beier, 1964
- Litaneutria Saussure, 1892
- Memantis Giglio-Tos, 1915
- Myrcinus Stål, 1877
- Pseudoyersinia Kirby, 1904
- Telomantis Giglio-Tos, 1915
- Yersinia Saussure, 1869
- Yersiniops Hebard, 1931